# Královský rodinný řád koruny Bruneje
Královský rodinný řád koruny Bruneje (malajsky Darjah Kerabat Mahkota Brunei) je nejvyšší brunejské státní vyznamenání. Založen byl roku 1982.

## Historie a pravidla udílení
Řád byl založen dne 15. srpna 1982 sultánem Hassanalem Bolkiahem. Držitelé tohoto ocenění mohou používat postnominální písmena DKMB. Udílen je za zásluhy ve prospěch sultána a státu. Jakožto nejvyšší státní vyznamenání je udílen také jako diplomatický řád zahraničním hlavám států na znamení přátelství. Udílen je v jediné třídě.

## Insignie
Řádový odznak má tvar zlaté osmicípé hvězdy s cípy zakončenými dvěma hroty a pokrytými diamantovými fazetami. Mezi jednotlivými cípy jsou drobné půlměsíce z bílého zlata. Uprostřed je kulatý medailon se širokým okrajem. Uprostřed je zlatá brunejská koruna zdobená rubíny. Na vnitřním lemu medailonu je nápis v arabštině. Vnější lem je zdoben smaragdy. Ke stuze či řetězu je připojen pomocí jednoduchého kroužku.
Řádová hvězda se vzhledem podobá řádovému odznaku, je na něm však umístěna osmicípá hvězda z bílého zlata, jejíž cípy jsou zdobeny diamanty.
Stuha je žlutá.